# Aeschynanthus parasiticus
Aeschynanthus parasiticus är en tvåhjärtbladig växtart som först beskrevs av William Roxburgh, och fick sitt nu gällande namn av Nathaniel Wallich. Aeschynanthus parasiticus ingår i släktet Aeschynanthus och familjen Gesneriaceae. Inga underarter finns listade i Catalogue of Life.